# Ludwig von Flüe

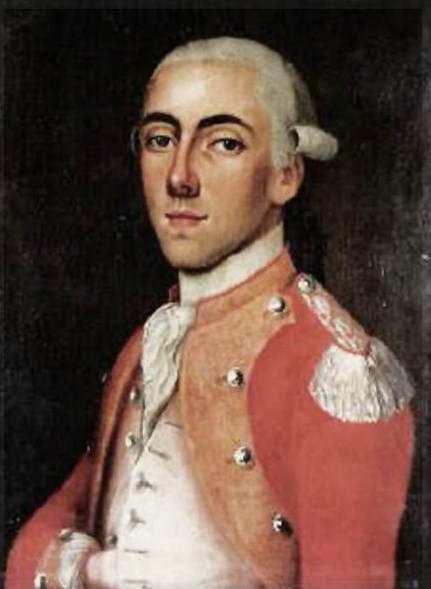
Ludwig von Flüe

Ludwig von Flüe (fr.: Louis de Flue, auch: Ludwig Ignaz von Flüe; * 10. März 1752 in Sachseln (Obwalden); † 1. April 1817 ebenda) war der kommandierende Offizier der Schweizergarde bei der Verteidigung der Bastille und führte daher auch den Namen Ludwig von Flüe le Bastillien.

## Familie
Ludwig von Flüe wurde als eines der drei Kinder des Johann Wolfgang von Flüe und dessen dritter Ehefrau Marie Barbara Blättler geboren. Daneben hatte er noch 15 Halbgeschwister. Von Flüe war ein direkter Nachfahre von Niklaus von Flüe.

## Leben

Die Erstürmung der Bastille als Geschichtsmythos (Bild von Jean-Pierre Louis Laurent Houel, veröffentlicht 1789)

Von 1766 bis 1792 war Ludwig von Flüe Offizier in der Familienkompanie der Flües in Frankreich. Auf Befehl von Bernard-René Jordan de Launay übergab er bei dem Sturm auf die Bastille am 14. Juli 1789 die Kapitulation der Bastillebesatzung durch das Tor an die Aufständischen. Von 1792 bis 1799 befand Ludwig von Flüe sich in englischem Dienst, ab 1816 war er erneut Gardehauptmann in französischen Diensten.